# Лурі (річка)
Лурі (фр. Luri корс. Luri) — річка на Корсиці (Франція). ЇЇ довжина складає 11 км. Витік знаходиться на висоті 712 метрів над рівнем моря на схилах пагорба-гори Монте Грофільєта (Monte Grofiglieta, 836 м). Річка впадає в Середземне море.
Протікає через комуну Лурі та тече територією департаменту Верхня Корсика і кантону Капоб'янко (Capobianco)